# تراکم دیکمان
تراکم دیکمان(به انگلیسی: Dieckmann condensation) نوعی واکنش تراکمی درون مولکولی است که در دی‌استرها رخ می‌دهد و طی آن یک بتا-کتواستر در محیطی بازی تشکیل می‌شود. این نام واکنش آلی به افتخار شیمیدان آلمانی، والتر دیکمان نامگذاری شده است.

## سازوکار
| Animation zum Reaktionsmechanismus der Dieckmann-Kondensation |